# 瞿四達
瞿四達（1613年—17世紀），字鶴孫，河南懷慶府河內縣人，清朝政治人物。

## 生平
瞿四達是順治二年（1645年）乙酉科河南鄉試第七十一名舉人，三年（1646年）丙戌科進士。通政司觀政，授常熟縣知縣。他為人貪酷，又濫用權力，縣人馮舒議論賦役使他懷恨在心，藉詞以對方作品《懷舊集》不書寫清朝國號、順治年號，內容涉嫌訕謗朝政，將其下獄並殺害，十一年（1654年）浙江巡撫秦世禎到任後立刻將他收監，蓬頭垢面被人揶揄，多次審訊後被去職。

## 家族
曾祖瞿自新，武舉人；祖父瞿志召，武生員；父瞿鏡，儒士。

## 引用
1. 1 2 3  《順治三年丙戌科進士三代履歷》：瞿四達，曾祖自新，武舉；祖志召，武生；父鏡，儒士。鶴孫，禮記房，癸丑五月十九日生，河內人，乙酉七十一名，會試五名，三甲二百八名，通政司觀政，授江南常熟知縣。
2. ↑  《古今圖書集成·理學彙編·卷一百十八·文學名家列傳一百六 明二十八》：（馮復京）長子舒，字己蒼。肆力經史，尤長於詩……後為邑令瞿四達羅織，曲殺之，士林痛焉。
3. ↑  王應奎《柳南隨筆·卷一》：吾邑馮舒，字己蒼，嗣宗先生復京子也。嘗以議賦役事語觸縣令瞿四達，瞿深銜之。會己蒼集邑中亡友數十人詩為懷舊集，自序書大歲丁亥，不列本朝國號、年號；又壓卷載顧雲鴻昭君怨詩有「胡兒盡向琵琶醉，不識弦中是漢音」之句。卷末載徐鳳自題小像詩有「作得衣裳誰是主，空將歌舞受人憐」之句。語涉譏謗，瞿用此下己蒼於獄。未幾死，蓋屬獄吏殺之也。
4. ↑  王家禎《研堂見聞雜錄》：又有常熟令瞿四達，由進士起家，貪酷倍甚；（巡撫秦世禎）一至亦即收之，匍匐對簿，囚首垢足，道旁揶揄之。後長繫獄中，屢經訊鞫，卒以罪去。